# 毛果桤叶树
毛果桤叶树（学名：Clethra magnifica var. trichocarpa）为桤叶树科桤叶树属下的一个变种。

## 扩展阅读
- 維基物種上的相關：毛果桤叶树